# Street Fighter II V
《快打旋風II V》（ストリートファイターII V）是一部由Group Tac制作，杉井儀三郎（杉井ギサブロー）导演的改編卡普空遊戲《街頭霸王II》的電視动画，于1995年4月10日到11月27日在日本電視台播放共29集。香港于1996年8月11日在亞洲電視播放。

## 主題歌
- 片頭曲

1. 『風 吹いてる』（第1話 - 第19話）
作詞・作曲：飛鳥涼、編曲：十川知司、歌：黒田有紀
2. 『今、明日のために』（第20話 - 第29話）
作詞・作曲・歌：本田修司、編曲：西本明

- 片尾曲

1. 『cry』（第1話 - 第19話）
作詞・作曲：飛鳥涼、編曲：十川知司、歌：黒田有紀
2. 『LONELY BABY』（第20話 - 第29話）
作詞・作曲・歌：本田修司、編曲：佐藤昭宏

- 香港版主題曲（亞洲電視）

香港版為重新编曲作品，並且由新藝寶公司負責製作
1. 『街霸勇士』
作曲：沈魚、作詞：陳啟泰、歌：唐志偉